# デンジャラスゲーム L.A.大追跡
『デンジャラスゲーム L.A.大追跡』（Pure Danger）は、1996年のアメリカ合衆国のアクションビデオ映画。C・トーマス・ハウエル監督・主演。日本では『ピュア・デンジャー/追撃』というタイトルでVHSが発売後、現在のタイトルでテレビ放送され後に発売したDVDでもテレビ放送時のタイトルが使用された。

## ストーリー
ギャングのフリースローたちは、密輸品であるダイヤモンドを取引相手に渡すためカジノに向かっていた。そのころ出所して間もないジョニー・ディーンは、客が滅多に来ない砂漠の真ん中にあるカフェで働くことに嫌気が差し、早く国外に行きたいと考えていた。だが警察の呼び出しに3回遅刻したことで、国外に出ることは認められなかった。カジノに着いたフリースローたちは、取引相手にダイヤを見せて代金を貰おうとするが1ドルしか渡されず、怒ったフリースローたちはカジノで銃撃戦を始める。しかし仲間が全滅し自分も重傷を負ったフリースローは、ダイヤの入った袋を持って逃亡する。追っ手を巻いた彼はジョニーが働くカフェに逃げ込み、仲間のフェリックスに連絡する。そこでフリースローは、ジョニーと一緒に働いているウェイトレスのベッキーと話し、もうすぐ来るフェリックスに袋を渡すよう伝えて事切れる。
焦ったベッキーはジョニーにそのことを話すが、フリースローがギャングで自分が殺したと彼の仲間に思われると考えたジョニーは、死体とダイヤの袋を隠す。そこにフリースローを追ってきたデパルマらが訪れ、彼の居場所を聞かれたベッキーはとぼける。だがフリースローが言っていたフェリックスも現れ、それを見たジョニーはダイヤの袋を持ってベッキーと共に逃げる。

## キャスト
| 役名               | 俳優                  | 日本語吹き替え | 日本語吹き替え |
| 役名               | 俳優                  | VHS版          | テレビ東京版   |
| ------------------ | --------------------- | -------------- | -------------- |
| ジョニー・ディーン | C・トーマス・ハウエル | 中田和宏       | 森川智之       |
| ベッキー           | テリー・アン・リン    |                | 亀井芳子       |
| デパルマ           | マイケル・ルッソ      | 立木文彦       | 金尾哲夫       |
| フリースロー       | マーカス・チョン      | 坂東尚樹       | 高木渉         |
| フェリックス       | レオン                |                | 大塚芳忠       |
| ダイス             | リック・シャピロ      | 水野龍司       | 江原正士       |
| ミセリ             | レイ・ラスカ          | 稲葉実         | 檀臣幸         |
| ファーメンテロ     | ルー・カサル          | 辻親八         |                |
| キルジョイ         | アーウィン・キーズ    | 宝亀克寿       | 天田益男       |

- テレビ東京版：初回放送1998年7月23日 『木曜洋画劇場』

## スタッフ
- 監督：C・トーマス・ハウエル
- 脚本：ジョセフ・ジョン・バーメトラー、ウィリアム・アップルゲイト・Jr
- 製作：ジョセフ・メルヒ、リチャード・ペピン
- 撮影監督：ケン・ブレイキー
- プロダクションデザイナー：スティーヴ・レイモス
- 編集：スコット・リドル
- 衣裳デザイン：リサ・ダイハウス
- 音楽：アレックス・ウィルキンソン
- 吹替翻訳：平田勝茂
- 吹替演出：木村絵理子
- 吹替調整：熊倉亨
- 吹替効果：リレーション
- 吹替プロデューサー：深澤幹彦、渡邊一仁
- 吹替製作：テレビ東京、東北新社